# Grits
Grits is een Amerikaanse christelijke hiphop-groep uit Nashville (Tennessee). De naam Grits is een acroniem en staat voor voor "Grammatical Revolution In the Spirit". De leden van Grits zijn Stacey "Coffee" Jones en Teron "Bonafide" Carter, beide waren eerder dansers bij de band Dc Talk.
Grits' 2 meest bekende nummers zijn "Ooh Ahh" en "Tennessee Bwoys". Hiervan is "Ooh Ahh" voornamelijk bekend van soundtrack van de films The Fast and the Furious: Tokyo Drift en Big Momma's House 2. "Tennessee Bwoys" is voornamelijk bekend van het gebruik van het nummer binnen het televisieprogramma Pimp My Ride van rapper Xzibit.

## Muziekstijl
De muziekstijlen van Grits zijn voornamelijk alternatieve hiphop en Southern hiphop. Vele van de nummers hebben echter ook popinvloeden.

## Discografie

### Studioalbums
| Titel                  | Albuminformatie                                                                          |
| ---------------------- | ---------------------------------------------------------------------------------------- |
| Mental Releases        | - Uitgebracht: 1 augustus 1995 - Label: Gotee - Medium: CD, digitale download            |
| Factors of the Seven   | - Uitgebracht: 3 november 1998 - Label: Gotee - Medium: CD, digitale download            |
| Grammatical Revolution | - Uitgebracht: 16 mei 1999 - Label: Gotee - Medium: CD, digitale download                |
| The Art of Translation | - Uitgebracht: 13 augustus 2002 - Label: Gotee - Medium: CD, digitale download           |
| Dichotomy A            | - Uitgebracht: 29 juni 2004 - Label: Gotee - Medium: CD, digitale download               |
| Dichotomy B            | - Uitgebracht: 2 november 2004 - Label: Gotee - Medium: CD, digitale download            |
| 7 (Seven)              | - Uitgebracht: 7 maart 2006 - Label: Gotee - Medium: CD, digitale download               |
| Redemption             | - Uitgebracht: 21 november, 2006 - Label: Gotee - Medium: CD, digitale download          |
| Reiterate              | - Uitgebracht: 30 september 2008 - Label: Revolution Art - Medium: CD, digitale download |
| Quarantine             | - Uitgebracht: 10 augustus 2010 - Label: Revolution Art - Medium: CD, digitale download  |
| Saints & Sinners       | - Uitgebracht: juli 2017 - Label: Revolution Art - Medium: CD, digitale download         |

### Ep's
| Album informatie                                                                  |
| --------------------------------------------------------------------------------- |
| Ooh Ahh EP - Uitgebracht: 2003 - Label: Gotee - single: vier versies van 1 nummer |
| Heeyy EP - Uitgebracht: 2006 - Label: Gotee - 3 nummers: 2 remixen en 1 preview   |

### Remixalbums
| Albuminformatie                                                                  |
| -------------------------------------------------------------------------------- |
| The Art of Transformation - Uitgebracht: 1 januari 2004 - Label: Gotee/AudioGoat |

### Singles
| Jaar | Titel                  | Album                  |
| ---- | ---------------------- | ---------------------- |
| 1995 | "Set Ya Mind At Ease"  | Mental Releases        |
| 1998 | "What Be Goin' Down"   | Factors of the Seven   |
| 1998 | "Alcoholic Plagiarism" | Factors of the Seven   |
| 1998 | "Hopes & Dreams"       | Factors of the Seven   |
| 1999 | "They All Fall Down"   | Grammatical Revolution |
| 2002 | "Here We Go"           | The Art of Translation |
| 2002 | "Ooh Ahh"              | The Art of Translation |
| 2004 | "Hittin' Curves"       | Dichotomy A            |
| 2004 | "High"                 | Dichotomy A            |
| 2004 | "We Don't Play"        | Dichotomy B            |
| 2006 | "If I..."              | GRITS 7                |
| 2006 | "We Workin"            | Redemption             |
| 2006 | "Heeyy"                | Redemption             |
| 2006 | "Ambitions"            | Redemption             |
| 2006 | "You Said"             | Redemption             |
| 2006 | "Open Bar"             | Redemption             |
| 2008 | "Fly Away"             | Reiterate              |
| 2008 | "Beautiful Morning"    | Reiterate              |
| 2008 | "Say Goodbye"          | Reiterate              |
| 2010 | "Different Drum"       | Quarantine             |